# Rube Goldberg
Reuben Lucius Goldberg (4 de julio de 1883 - 7 de diciembre de 1970) fue un caricaturista, escultor, escritor e ingeniero estadounidense.

## Biografía
Goldberg se graduó por la Universidad de California, Berkeley, y durante seis meses, fue contratado por el ayuntamiento de San Francisco, trabajó en el diseño de la red de alcantarillas de su ciudad natal.
Sin embargo, abandonó su carrera como ingeniero, y poco después empezó a trabajar como dibujante humorístico en el diario San Francisco Coronice. Al año siguiente fue contratado por el San Francisco Bulletin, donde permaneció hasta 1907, encargado de ilustrar la sección deportiva. Ese mismo año se trasladó a Nueva York.
Dibujó historietas para varios periódicos neoyorquinos, incluyendo el New York Evening Journal y el New York Evening Mail. Para el Mail, entre 1907 y 1915 creó varias tiras de prensa tales como Foolish Questions, Sour and Fish, The Candy Kid, Lunatics I Have Met, I'm the Guy, Tell Al Look Good Chen Yodure Far Amway, Theo Welsy Meeting o té Tuesta Women's Club, Mike and Ike, y They Look Alike. También para el Mail creó en 1915 la tira dominical Boob McNutt, que se publicaría hasta 1934. Su trabajo comenzó a ser distribuido por sindicatos de prensa en 1915, lo que cimentó su popularidad a nivel nacional.
Aunque todas estas series fueron muy populares, la que le dio fama duradera fue Inventions of Professor Lucifer Gorgonzola Butts. En esta serie, Goldberg dibujaría diagramas esquemáticos etiquetados de "invenciones" cómicas del imaginario profesor Lucifer Gorgonzola Butts. Una idea de la importancia de la serie de Goldberg en la historia del cómic puede darla el hecho de que en 1995, "Las Invenciones de Rube Goldberg", representando la servilleta que funcionaba por sí misma del Professor Butts, fue una de las 20 tiras incluidas en la Comic Strip Classics, serie conmemorativa de sellos postales de Estados Unidos.

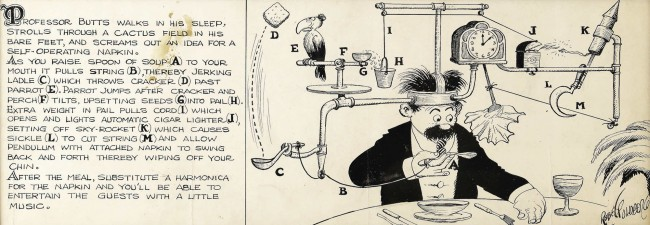
Uno de los inventos: la servilleta automática (publ. 26 de sept. de 1931).

Durante los años 1920, Goldberg continuó creando nuevas historietas, como Phoney Films, Boobs Abroad, Life's Little Jokes o Bobo Baxter. Más adelante, en la década de 1930, siguieron Lala Palooza y Brad and Dad.
Su trabajo no se limitó a los dibujos humorísticos. Redactó también artículos ilustrados en numerosos periódicos, y participó en campañas publicitarias para varias empresas, como Pepsi Cola. En 1948 le fue concedido el Premio Pulitzer por sus historietas políticas publicadas en el New York Sun. Trabajó también en el cine, escribiendo el guion de la película Soup to Nuts, dirigida por Benjamin Stoloff, e incluso protagonizó un cortometraje acerca de él mismo, Rube Goldberg's Travelgag, dirigido por Leslie Roush.
En 1945 participó en la fundación de la National Cartoonist Society, de la que fue nombrado presidente un año más tarde. El principal premio otorgado por esta institución, el Premio Reuben (Reuben Award) se llama así por el primer nombre de pila de Goldberg.
Más adelante en su carrera Goldberg fue contratado por el New York Journal American, y trabajó allí hasta su jubilación en 1964. Durante su jubilación se mantuvo ocupado con la escultura en bronce. Se organizaron varias exposiciones acerca de su trabajo; la última de las que tuvieron lugar durante su vida fue en 1970, en el Museo Nacional de Historia Americana en Washington D. C.. Pocos meses después, murió a los 87 años de edad; fue enterrado en el Cementerio de Mount Pleasant en Hawthorne, Nueva York.
Además del premio Pulitzer en 1948, recibió otros muchos premios: el Gold T-Square Award en 1955, el Reuben Award en 1967, y póstumamente, en 1980, el Gold Key Award (Salón de la Fama) en 1980.

## Galería

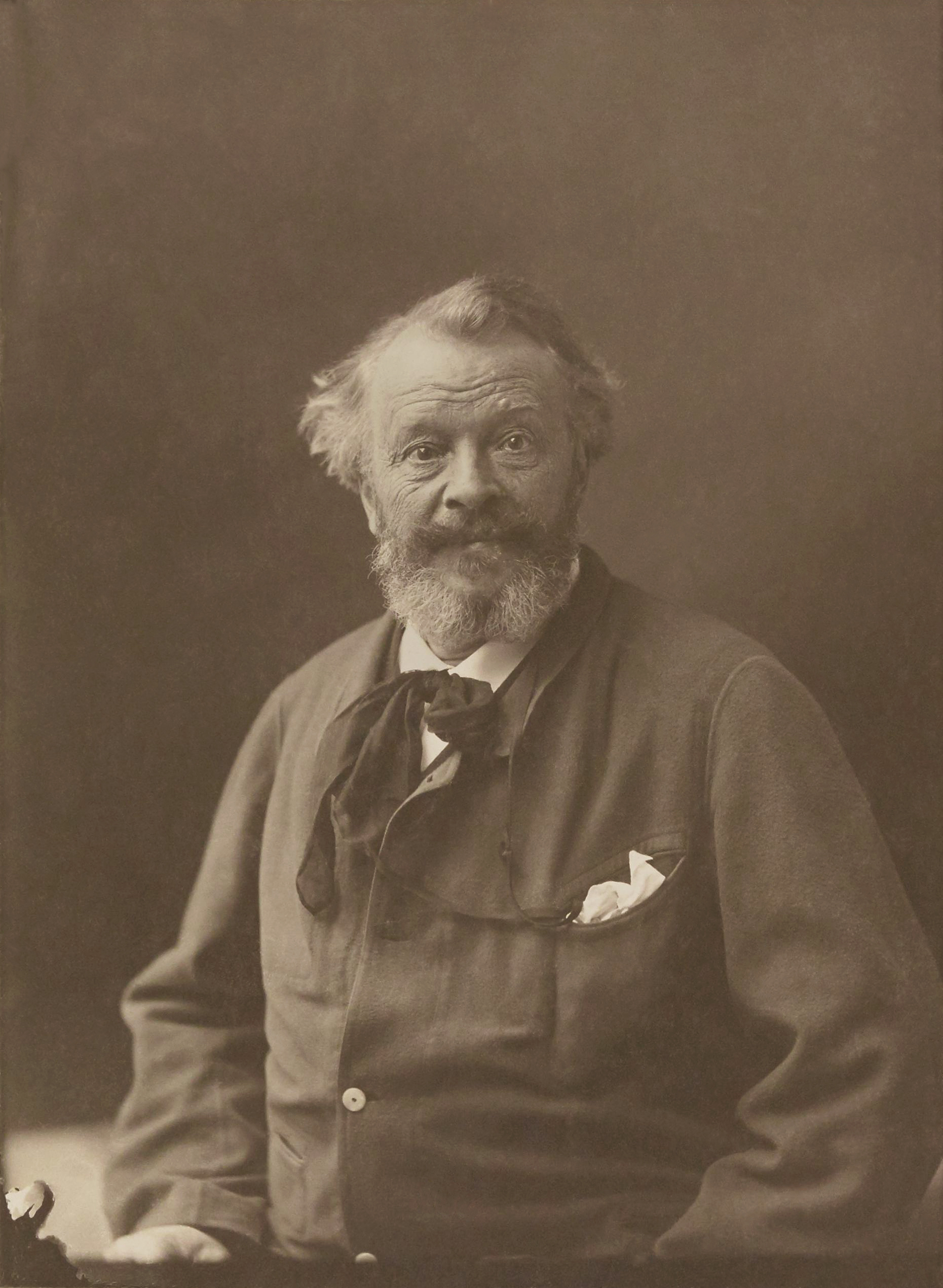